# Anna Dymna

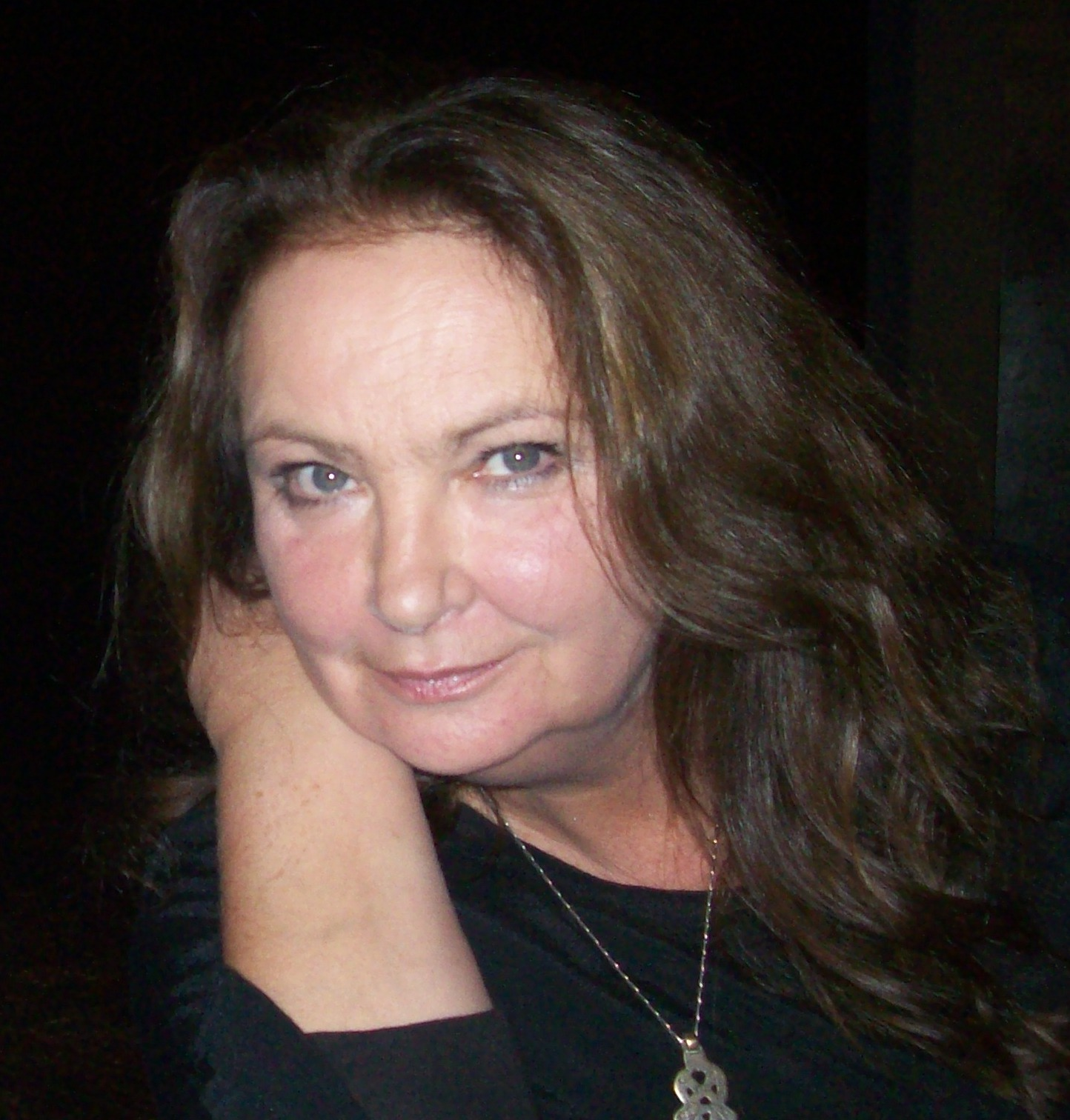
Anna Dymna im Jahr 2010

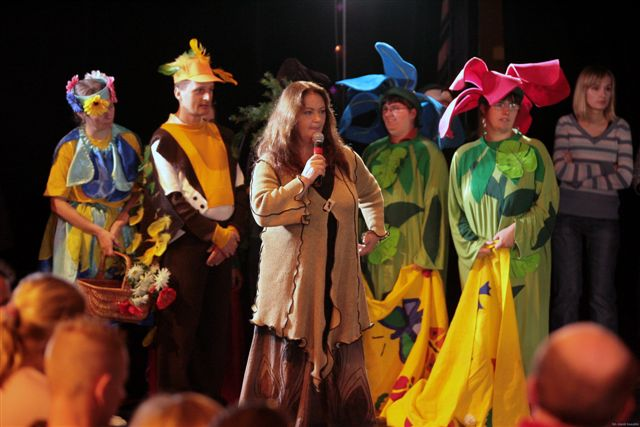
Die Schauspielerin mit Darstellern des Radwanek-Theaters

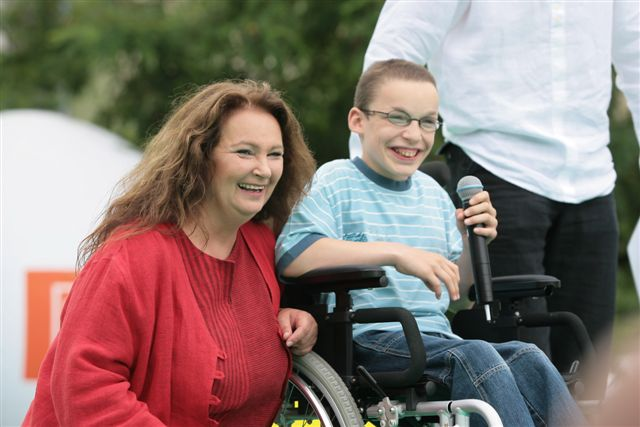
Anna Dymna 2009 bei einem der von ihr organisierten Musikfestivals

Anna Dymna (geborene Dziadyk; * 20. Juli 1951 in Legnica, Polen) ist eine polnische Schauspielerin.

## Leben
Anna Dymna wurde in der niederschlesischen Stadt Legnica geboren, als ihre Mutter dort Verwandte besuchte. Aufgewachsen ist sie im Krakauer Stadtteil Zwierzyniec in fast ländlicher Idylle als mittleres Kind zwischen zwei Brüdern. Ihr Vater war ein Luftfahrtingenieur, ihre Mutter in einem Büro angestellt. Durch ihre Groß- und Urgroßeltern hat Anna Dymna armenische und ungarische Wurzeln, ihre Großmutter war Ärztin. Sie wollte nach dem Abschluss am Zofia-Nalkowska-Gymnasium (VII Liceum Ogólnokształcące im. Zofii Nałkowskiej w Krakowie) zunächst Psychologie studieren. Ein Nachbar der Familie, der Schauspieler Jan Niwiński, überzeugte Anna jedoch, eine Theaterlaufbahn anzustreben. Daraufhin studierte sie an der Staatliche Theaterhochschule Krakau und gab am 11. Oktober 1970 ihr Theaterdebüt am Juliusz-Słowacki-Theater. Im Jahr 1973 wurde sie Ensemblemitglied im Alten Theater in Krakau, seit 1990 unterrichtet sie an der Staatlichen Theaterhochschule.
Schon Anfang der 1970er Jahre übernahm sie Filmrollen, unter anderem in dem DEFA-Spielfilm Aus dem Leben eines Taugenichts. Sie entwickelte sich zu einer gefragten Schauspielerin, wichtige Rollen hatte sie Anfang der 1980er Jahre in Der Kurpfuscher und Abschied von Barbara. Für den Film Nur die Angst (im Original Tylko strach) wurde sie 1993 beim Polnischen Filmfestival Gdynia als Beste Hauptdarstellerin ausgezeichnet. Sie wurde insgesamt fünf Mal für den Polnischen Filmpreis nominiert und wurde hierbei 2016 als Beste Nebendarstellerin. für ihre Rolle in dem Film Excentrycy, czyli po slonecznej stronie ulicy ausgezeichnet.
Anna Dymna heiratete 1972, noch während ihres Studiums, den Schauspieler und Autor Wiesław Dymný, dessen Namen sie annahm. Dieser starb bereits ein paar Jahre später – im Februar 1978 fand man ihn tot in der Küche seiner Wohnung. Ein paar Monate danach verunglückte Anna Dymna auf einer Reise an den Balaton schwer, als sie auf dem Weg zu Dreharbeiten am Steuer einschlief. Sie musste aufgrund von Beckenbruch und Wirbelsäulenverletzung eine längere Rehabilitationsphase einlegen. Hierbei lernte sie den Physiotherapeuten Zbigniew Szota kennen, den sie 1983 heiratete. Das Paar bekam 1986 einen Sohn, die Ehe scheitere allerdings nach sechs Jahren. Während der Schwangerschaft nahm die Schauspielerin etwa 30 Kilogramm zu, eigenen Angaben nach bekam sie danach ihre besten Rollen. Ihr dritter Ehemann wurde der Kunstprofessor Krzysztof Orzechowski.
Die Schauspielerin setzt sich stark für wohltätige Zwecke ein und engagiert sich in Stiftungen, die Menschen mit Behinderung unterstützen. So half sie beim Aufbau des Radwanek-Theaters, an dem Menschen mit geistiger Behinderung als Schauspieler auftreten. Dymna agiert dort als Regisseurin und Drehbuchautorin. Im Jahr 2002 startete sie den Krakauer Poesiesalon, den sie gemeinsam mit ihrem Mann am Sonntagvormittag im Juliusz-Slowacki-Theater moderiert. Solche Poesiesalons wurden später auch in anderen polnischen Städten ins Leben gerufen. Seit 2003 ist sie Moderatorin einer Fernsehsendung, in der schwerbehinderte Menschen als Gäste auftreten. Sie gründete im September 2003 in ihrer Heimatstadt Krakau die Stiftung „Mimo Wszystko“ (Übersetzung: Trotz allem), die unter anderem den Erhalt von geschützten therapeutischen Werkstätten zum Ziel hat. Mittlerweile arbeitet die Stiftung in ganz Polen und koordiniert freiwillige Helfer. Sie organisiert dadurch Musik- und Theaterfestivals, eröffnete Therapie- und Rehabilitationszentren. Für all diese Tätigkeiten wurde Anna Dymna mehrfach ausgezeichnet.
Sie lebt mit ihrem Mann in dem Dorf Rząska, in der Nähe von Krakau.

## Filmografie
- 1973: Aus dem Leben eines Taugenichts
- 1978: Anton der Zauberer
- 1982: Der Kurpfuscher (Znachor)
- 1983: Abschied von Barbara (Epitafium dla Barbary Radziwillówny)
- 1984: Blutiger Schnee (Wedle wyroków twoich... )
- 1995: Der Teufel und die Jungfrau (Diabelska edukacja)
- 1998: Siedlisko
- 2000: Das große Tier (Duże zwierzę)
- 2003: Die Wikinger – Angriff der Nordmänner (Stara baśń. Kiedy słońce było bogiem)
- 2022: Johnny
- 2022: Hochwasser (Wielka woda) (Fernsehsechsteiler)
- 2023: Herr Spaßmobil und die Tempelritter (Pan Samochodzik i Templariusz)

## Auszeichnungen
- 1993: Polnisches Filmfestival Gdynia – Beste Hauptdarstellerin (in dem Film Nur die Angst)
- 2016: Polnischer Filmpreis – Beste Nebendarstellerin (in dem Film Excentrycy, czyli po slonecznej stronie ulicy)